# Amadeus Tappioka
Pour les articles homonymes, voir Amadeus.
Amadeus Tappioka est un groupe de pop rock français, originaire de Nice, en Provence-Alpes-Côte d'Azur. Il est formé en 2001 par Julien Mayerus (chant, basse), Gregory Feve (guitare) et Franck « Lou » Lehmann (batterie).

## Biographie
Amadeus Tappioka est formé à Nice, Provence-Alpes-Côte d'Azur, en 2001, par Julien Mayerus (chant, basse), Gregory Feve (guitare) et Franck « Lou » Lehmann (batterie). Gregory Feve quitte le groupe pour retrouver le domaine de la photographie, suivi par Franck Lehmann. Mais le groupe est bientôt rejoint par Gaëtan Ast (guitare) et Nicolas Boquet (batterie). 
Creusant la veine d'un genre rock « poétique », ils comptent deux albums auto-produits : Quai no 3 (2004) et Le Quartier des amoureuses (2007), de nombreux festivals (Francofolies de La Rochelle, Les Inaperçus 2005, Les Imprévus, Les Nuits du Sud…) et premières parties (Eiffel, Kaolin, Matmatah, La Grande Sophie, Camille Bazbaz, Prohom, Tarmac, Nadj, Julien Ribot, Little, Robert Post, …) ainsi qu’un duo avec Emily Loizeau (Saccharose/Le Quartier des amoureuses).
Le 26 mars 2008, ils jouent leur deuxième album, Le Quartier des amoureuses, sur la radio Fréquence K FM. En août 2008, à la recherche d’un son sur album plus brut et représentatif de leurs prestations live, le trio maquette 3 titres dans le studio de JP Maillard (ingénieur du son de Dionysos). En 2009, le groupe devient finaliste du prix Olivier Chappe[réf. nécessaire]. Le groupe se dissout[Quand ?], mais Julien Mayerus et Nicolat Boquet poursuivent leurs aventures ensemble pour mettre au monde un nouveau groupe intitulé Super pop corn.

## Aspects scéniques
L'imagerie du groupe est soignée, la couleur prédominante étant le rouge. Le thème du champignon amanite phalloide est récurrent sur les différents supports visuels, et sur scène sous forme de statue. Lors des concerts, des tubes à bulles sont distribués au public qui s'en sert sur les chansons[réf. nécessaire].

## Membres
- Julien Mayerus — chant, basse, auteur
- Gregory Feve — guitare, chœurs
- Franck « Lou » Lehmann — batterie
- Gaëtan Ast — guitare, chœurs
- Nicolas Boquet — batterie

## Discographie
- 2004 : Quai n°3
- 2007 : Le Quartier des amoureuses
- 2008 : Les Parfums de la nuit